# Otto zu Solms-Sonnenwalde
Otto Carl Constantin Graf zu Solms-Sonnenwalde (* 14. Juli 1845 in Wurschen; † 27. Oktober 1886 in Sonnewalde) war ein deutscher Offizier und Abgeordneter.

## Familie
Otto zu Solms-Sonnenwalde entstammte einer in Brandenburg begüterten Nebenlinie der hessischen Uradelsfamilie Solms mit Stammsitz in Sonnewalde und weiteren Gütern in Hillmersdorf, Proßmarke und Pouch. Er war der zweite Sohn von Theodor zu Solms-Sonnenwalde (1814–1890) und dessen Ehefrau Klara Maria, geborener von Rex-Thielau (1815–1886). 
Er heiratete 1878 in Berlin Helene Gräfin zu Solms-Baruth (* 28. September 1854; † 17. April 1886). 

## Leben
Otto Carl Constantin zu Solms-Sonnenwalde war Ehrenritter des Johanniterordens. Er war königlich preußischer Rittmeister. 1869 war er Mitglied des Kurhessischen Kommunallandtags des preußischen Regierungsbezirks Kassel als Abgeordneter der Ritterschaft und Vertreter des Grafen Maximilian zu Solms-Rödelheim (1826–1892) im Kommunallandtag.